# Badischer 133d
In die Gruppe 133d reihte die Großherzoglich Badische Staatseisenbahn von 1903 bis 1905 einen Versuchstriebwagen mit Akkumulatorenantrieb ein.

## Geschichte
Zur Erprobung des Antriebes von Triebwagen mit Akkumulatoren baute die Badische Staatsbahn einen vierachsigen Personenwagen der Waggonfabrik Rastatt um. Die elektrische Ausrüstung lieferte die Elektrizitäts-Aktiengesellschaft aus Nürnberg. Die Erprobung erfolgte auf den Strecken Stahringen-Überlingen und Radolfzell-Stockach. Nach dem Ende der Testphase erfolgte der Rückbau zu einem Personenwagen der Gattung BCCi mit der Nummer 6607 und der Gruppe 93a.

## Konstruktive Merkmale
Der Triebwagen hatte einen herkömmlichen Wagen-Kastenrahmen mit Längs- und Querträgern aus U-Profilen. Der Wagenkasten selbst war eine Holzkonstruktion mit Stahlblechbeplankung und geschlossenen Übergängen an den Wagenenden. Eine der Endbühnen war zum geschlossenen Steuerabteil umgebaut worden. An jeder Wagenseite gab es sechs Einstiege mit Einfachschlagtüren.
Die beiden Drehgestelle des Fahrzeuges hatten Außenrahmen. Die Federung arbeitete mit Blattfedern über den Achslagern.
Die Bleiakkumulatoren waren in den aufklappbaren Sitzbänken untergebracht. Die Batterie hatte 290 Volt Betriebsspannung und bestand aus 156 Zellen, die bei Fahrbetrieb in Reihe geschaltet waren. Das Gewicht der Akkumulatoren machte 37 % der Gesamtmasse aus. Zur Belüftung dienten 18 Schlitze an jeder Wagenseite.
Die zwei eigenbelüfteten Reihenschlussmotoren übertrugen ihre Kraft über Zahnradgetriebe auf die Achsenden.